# 야시로 네네
야시로 네네(八尋寧々)는 《지박소년 하나코 군》의 등장인물이자 메인 히로인(여주)이다. 고등부 1학년 A반에 속해 있으며 특기는 경작이지만 원예부 활동을 하고 있다. 단점은 무다리다. 끝이 민트색인 투톤 백발과 적안을 가졌으며 머리 양쪽에는 곡옥 같이 생긴 핀을 차고 있고, 해골 모양 브로치를 달고 다닌다. 하나코와 함께 스토리를 이끌어가는 주역으로, 성우는 키토 아카

리가 맡았다.